# 1825
Portal Geschichte | Portal Biografien | Aktuelle Ereignisse | Jahreskalender | Tagesartikel

◄ |
18. Jahrhundert |
19. Jahrhundert
| 20. Jahrhundert | ►

◄ |
1790er |
1800er |
1810er |
1820er
| 1830er | 1840er | 1850er | ►

◄◄ |
◄ |
1821 |
1822 |
1823 |
1824 |
1825
| 1826 | 1827 | 1828 | 1829 | ► | ►►
Staatsoberhäupter · Wahlen · Nekrolog   · Musikjahr
| Januar | Januar | Januar | Januar | Januar | Januar | Januar | Januar |
| Kw     | Mo     | Di     | Mi     | Do     | Fr     | Sa     | So     |
| ------ | ------ | ------ | ------ | ------ | ------ | ------ | ------ |
| 53     |        |        |        |        |        | 1      | 2      |
| 1      | 3      | 4      | 5      | 6      | 7      | 8      | 9      |
| 2      | 10     | 11     | 12     | 13     | 14     | 15     | 16     |
| 3      | 17     | 18     | 19     | 20     | 21     | 22     | 23     |
| 4      | 24     | 25     | 26     | 27     | 28     | 29     | 30     |
| 5      | 31     |        |        |        |        |        |        |

| Februar | Februar | Februar | Februar | Februar | Februar | Februar | Februar |
| Kw      | Mo      | Di      | Mi      | Do      | Fr      | Sa      | So      |
| ------- | ------- | ------- | ------- | ------- | ------- | ------- | ------- |
| 5       |         | 1       | 2       | 3       | 4       | 5       | 6       |
| 6       | 7       | 8       | 9       | 10      | 11      | 12      | 13      |
| 7       | 14      | 15      | 16      | 17      | 18      | 19      | 20      |
| 8       | 21      | 22      | 23      | 24      | 25      | 26      | 27      |
| 9       | 28      |         |         |         |         |         |         |

| März | März | März | März | März | März | März | März |
| Kw   | Mo   | Di   | Mi   | Do   | Fr   | Sa   | So   |
| ---- | ---- | ---- | ---- | ---- | ---- | ---- | ---- |
| 9    |      | 1    | 2    | 3    | 4    | 5    | 6    |
| 10   | 7    | 8    | 9    | 10   | 11   | 12   | 13   |
| 11   | 14   | 15   | 16   | 17   | 18   | 19   | 20   |
| 12   | 21   | 22   | 23   | 24   | 25   | 26   | 27   |
| 13   | 28   | 29   | 30   | 31   |      |      |      |

| April | April | April | April | April | April | April | April |
| Kw    | Mo    | Di    | Mi    | Do    | Fr    | Sa    | So    |
| ----- | ----- | ----- | ----- | ----- | ----- | ----- | ----- |
| 13    |       |       |       |       | 1     | 2     | 3     |
| 14    | 4     | 5     | 6     | 7     | 8     | 9     | 10    |
| 15    | 11    | 12    | 13    | 14    | 15    | 16    | 17    |
| 16    | 18    | 19    | 20    | 21    | 22    | 23    | 24    |
| 17    | 25    | 26    | 27    | 28    | 29    | 30    |       |

| Mai | Mai | Mai | Mai | Mai | Mai | Mai | Mai |
| Kw  | Mo  | Di  | Mi  | Do  | Fr  | Sa  | So  |
| --- | --- | --- | --- | --- | --- | --- | --- |
| 17  |     |     |     |     |     |     | 1   |
| 18  | 2   | 3   | 4   | 5   | 6   | 7   | 8   |
| 19  | 9   | 10  | 11  | 12  | 13  | 14  | 15  |
| 20  | 16  | 17  | 18  | 19  | 20  | 21  | 22  |
| 21  | 23  | 24  | 25  | 26  | 27  | 28  | 29  |
| 22  | 30  | 31  |     |     |     |     |     |

| Juni | Juni | Juni | Juni | Juni | Juni | Juni | Juni |
| Kw   | Mo   | Di   | Mi   | Do   | Fr   | Sa   | So   |
| ---- | ---- | ---- | ---- | ---- | ---- | ---- | ---- |
| 22   |      |      | 1    | 2    | 3    | 4    | 5    |
| 23   | 6    | 7    | 8    | 9    | 10   | 11   | 12   |
| 24   | 13   | 14   | 15   | 16   | 17   | 18   | 19   |
| 25   | 20   | 21   | 22   | 23   | 24   | 25   | 26   |
| 26   | 27   | 28   | 29   | 30   |      |      |      |

| Juli | Juli | Juli | Juli | Juli | Juli | Juli | Juli |
| Kw   | Mo   | Di   | Mi   | Do   | Fr   | Sa   | So   |
| ---- | ---- | ---- | ---- | ---- | ---- | ---- | ---- |
| 26   |      |      |      |      | 1    | 2    | 3    |
| 27   | 4    | 5    | 6    | 7    | 8    | 9    | 10   |
| 28   | 11   | 12   | 13   | 14   | 15   | 16   | 17   |
| 29   | 18   | 19   | 20   | 21   | 22   | 23   | 24   |
| 30   | 25   | 26   | 27   | 28   | 29   | 30   | 31   |

| August | August | August | August | August | August | August | August |
| Kw     | Mo     | Di     | Mi     | Do     | Fr     | Sa     | So     |
| ------ | ------ | ------ | ------ | ------ | ------ | ------ | ------ |
| 31     | 1      | 2      | 3      | 4      | 5      | 6      | 7      |
| 32     | 8      | 9      | 10     | 11     | 12     | 13     | 14     |
| 33     | 15     | 16     | 17     | 18     | 19     | 20     | 21     |
| 34     | 22     | 23     | 24     | 25     | 26     | 27     | 28     |
| 35     | 29     | 30     | 31     |        |        |        |        |

| September | September | September | September | September | September | September | September |
| Kw        | Mo        | Di        | Mi        | Do        | Fr        | Sa        | So        |
| --------- | --------- | --------- | --------- | --------- | --------- | --------- | --------- |
| 35        |           |           |           | 1         | 2         | 3         | 4         |
| 36        | 5         | 6         | 7         | 8         | 9         | 10        | 11        |
| 37        | 12        | 13        | 14        | 15        | 16        | 17        | 18        |
| 38        | 19        | 20        | 21        | 22        | 23        | 24        | 25        |
| 39        | 26        | 27        | 28        | 29        | 30        |           |           |

| Oktober | Oktober | Oktober | Oktober | Oktober | Oktober | Oktober | Oktober |
| Kw      | Mo      | Di      | Mi      | Do      | Fr      | Sa      | So      |
| ------- | ------- | ------- | ------- | ------- | ------- | ------- | ------- |
| 39      |         |         |         |         |         | 1       | 2       |
| 40      | 3       | 4       | 5       | 6       | 7       | 8       | 9       |
| 41      | 10      | 11      | 12      | 13      | 14      | 15      | 16      |
| 42      | 17      | 18      | 19      | 20      | 21      | 22      | 23      |
| 43      | 24      | 25      | 26      | 27      | 28      | 29      | 30      |
| 44      | 31      |         |         |         |         |         |         |

| November | November | November | November | November | November | November | November |
| Kw       | Mo       | Di       | Mi       | Do       | Fr       | Sa       | So       |
| -------- | -------- | -------- | -------- | -------- | -------- | -------- | -------- |
| 44       |          | 1        | 2        | 3        | 4        | 5        | 6        |
| 45       | 7        | 8        | 9        | 10       | 11       | 12       | 13       |
| 46       | 14       | 15       | 16       | 17       | 18       | 19       | 20       |
| 47       | 21       | 22       | 23       | 24       | 25       | 26       | 27       |
| 48       | 28       | 29       | 30       |          |          |          |          |

| Dezember | Dezember | Dezember | Dezember | Dezember | Dezember | Dezember | Dezember |
| Kw       | Mo       | Di       | Mi       | Do       | Fr       | Sa       | So       |
| -------- | -------- | -------- | -------- | -------- | -------- | -------- | -------- |
| 48       |          |          |          | 1        | 2        | 3        | 4        |
| 49       | 5        | 6        | 7        | 8        | 9        | 10       | 11       |
| 50       | 12       | 13       | 14       | 15       | 16       | 17       | 18       |
| 51       | 19       | 20       | 21       | 22       | 23       | 24       | 25       |
| 52       | 26       | 27       | 28       | 29       | 30       | 31       |          |

| Januar | Januar | Januar | Januar | Januar | Januar | Januar | Januar |
| Kw     | Mo     | Di     | Mi     | Do     | Fr     | Sa     | So     |
| ------ | ------ | ------ | ------ | ------ | ------ | ------ | ------ |
| 53     |        |        |        |        |        | 1      | 2      |
| 1      | 3      | 4      | 5      | 6      | 7      | 8      | 9      |
| 2      | 10     | 11     | 12     | 13     | 14     | 15     | 16     |
| 3      | 17     | 18     | 19     | 20     | 21     | 22     | 23     |
| 4      | 24     | 25     | 26     | 27     | 28     | 29     | 30     |
| 5      | 31     |        |        |        |        |        |        |

| Februar | Februar | Februar | Februar | Februar | Februar | Februar | Februar |
| Kw      | Mo      | Di      | Mi      | Do      | Fr      | Sa      | So      |
| ------- | ------- | ------- | ------- | ------- | ------- | ------- | ------- |
| 5       |         | 1       | 2       | 3       | 4       | 5       | 6       |
| 6       | 7       | 8       | 9       | 10      | 11      | 12      | 13      |
| 7       | 14      | 15      | 16      | 17      | 18      | 19      | 20      |
| 8       | 21      | 22      | 23      | 24      | 25      | 26      | 27      |
| 9       | 28      |         |         |         |         |         |         |

| März | März | März | März | März | März | März | März |
| Kw   | Mo   | Di   | Mi   | Do   | Fr   | Sa   | So   |
| ---- | ---- | ---- | ---- | ---- | ---- | ---- | ---- |
| 9    |      | 1    | 2    | 3    | 4    | 5    | 6    |
| 10   | 7    | 8    | 9    | 10   | 11   | 12   | 13   |
| 11   | 14   | 15   | 16   | 17   | 18   | 19   | 20   |
| 12   | 21   | 22   | 23   | 24   | 25   | 26   | 27   |
| 13   | 28   | 29   | 30   | 31   |      |      |      |

| April | April | April | April | April | April | April | April |
| Kw    | Mo    | Di    | Mi    | Do    | Fr    | Sa    | So    |
| ----- | ----- | ----- | ----- | ----- | ----- | ----- | ----- |
| 13    |       |       |       |       | 1     | 2     | 3     |
| 14    | 4     | 5     | 6     | 7     | 8     | 9     | 10    |
| 15    | 11    | 12    | 13    | 14    | 15    | 16    | 17    |
| 16    | 18    | 19    | 20    | 21    | 22    | 23    | 24    |
| 17    | 25    | 26    | 27    | 28    | 29    | 30    |       |

| Mai | Mai | Mai | Mai | Mai | Mai | Mai | Mai |
| Kw  | Mo  | Di  | Mi  | Do  | Fr  | Sa  | So  |
| --- | --- | --- | --- | --- | --- | --- | --- |
| 17  |     |     |     |     |     |     | 1   |
| 18  | 2   | 3   | 4   | 5   | 6   | 7   | 8   |
| 19  | 9   | 10  | 11  | 12  | 13  | 14  | 15  |
| 20  | 16  | 17  | 18  | 19  | 20  | 21  | 22  |
| 21  | 23  | 24  | 25  | 26  | 27  | 28  | 29  |
| 22  | 30  | 31  |     |     |     |     |     |

| Juni | Juni | Juni | Juni | Juni | Juni | Juni | Juni |
| Kw   | Mo   | Di   | Mi   | Do   | Fr   | Sa   | So   |
| ---- | ---- | ---- | ---- | ---- | ---- | ---- | ---- |
| 22   |      |      | 1    | 2    | 3    | 4    | 5    |
| 23   | 6    | 7    | 8    | 9    | 10   | 11   | 12   |
| 24   | 13   | 14   | 15   | 16   | 17   | 18   | 19   |
| 25   | 20   | 21   | 22   | 23   | 24   | 25   | 26   |
| 26   | 27   | 28   | 29   | 30   |      |      |      |

| Juli | Juli | Juli | Juli | Juli | Juli | Juli | Juli |
| Kw   | Mo   | Di   | Mi   | Do   | Fr   | Sa   | So   |
| ---- | ---- | ---- | ---- | ---- | ---- | ---- | ---- |
| 26   |      |      |      |      | 1    | 2    | 3    |
| 27   | 4    | 5    | 6    | 7    | 8    | 9    | 10   |
| 28   | 11   | 12   | 13   | 14   | 15   | 16   | 17   |
| 29   | 18   | 19   | 20   | 21   | 22   | 23   | 24   |
| 30   | 25   | 26   | 27   | 28   | 29   | 30   | 31   |

| August | August | August | August | August | August | August | August |
| Kw     | Mo     | Di     | Mi     | Do     | Fr     | Sa     | So     |
| ------ | ------ | ------ | ------ | ------ | ------ | ------ | ------ |
| 31     | 1      | 2      | 3      | 4      | 5      | 6      | 7      |
| 32     | 8      | 9      | 10     | 11     | 12     | 13     | 14     |
| 33     | 15     | 16     | 17     | 18     | 19     | 20     | 21     |
| 34     | 22     | 23     | 24     | 25     | 26     | 27     | 28     |
| 35     | 29     | 30     | 31     |        |        |        |        |

| September | September | September | September | September | September | September | September |
| Kw        | Mo        | Di        | Mi        | Do        | Fr        | Sa        | So        |
| --------- | --------- | --------- | --------- | --------- | --------- | --------- | --------- |
| 35        |           |           |           | 1         | 2         | 3         | 4         |
| 36        | 5         | 6         | 7         | 8         | 9         | 10        | 11        |
| 37        | 12        | 13        | 14        | 15        | 16        | 17        | 18        |
| 38        | 19        | 20        | 21        | 22        | 23        | 24        | 25        |
| 39        | 26        | 27        | 28        | 29        | 30        |           |           |

| Oktober | Oktober | Oktober | Oktober | Oktober | Oktober | Oktober | Oktober |
| Kw      | Mo      | Di      | Mi      | Do      | Fr      | Sa      | So      |
| ------- | ------- | ------- | ------- | ------- | ------- | ------- | ------- |
| 39      |         |         |         |         |         | 1       | 2       |
| 40      | 3       | 4       | 5       | 6       | 7       | 8       | 9       |
| 41      | 10      | 11      | 12      | 13      | 14      | 15      | 16      |
| 42      | 17      | 18      | 19      | 20      | 21      | 22      | 23      |
| 43      | 24      | 25      | 26      | 27      | 28      | 29      | 30      |
| 44      | 31      |         |         |         |         |         |         |

| November | November | November | November | November | November | November | November |
| Kw       | Mo       | Di       | Mi       | Do       | Fr       | Sa       | So       |
| -------- | -------- | -------- | -------- | -------- | -------- | -------- | -------- |
| 44       |          | 1        | 2        | 3        | 4        | 5        | 6        |
| 45       | 7        | 8        | 9        | 10       | 11       | 12       | 13       |
| 46       | 14       | 15       | 16       | 17       | 18       | 19       | 20       |
| 47       | 21       | 22       | 23       | 24       | 25       | 26       | 27       |
| 48       | 28       | 29       | 30       |          |          |          |          |

| Dezember | Dezember | Dezember | Dezember | Dezember | Dezember | Dezember | Dezember |
| Kw       | Mo       | Di       | Mi       | Do       | Fr       | Sa       | So       |
| -------- | -------- | -------- | -------- | -------- | -------- | -------- | -------- |
| 48       |          |          |          | 1        | 2        | 3        | 4        |
| 49       | 5        | 6        | 7        | 8        | 9        | 10       | 11       |
| 50       | 12       | 13       | 14       | 15       | 16       | 17       | 18       |
| 51       | 19       | 20       | 21       | 22       | 23       | 24       | 25       |
| 52       | 26       | 27       | 28       | 29       | 30       | 31       |          |

## Ereignisse

### Politik und Weltgeschehen

#### Nordamerika

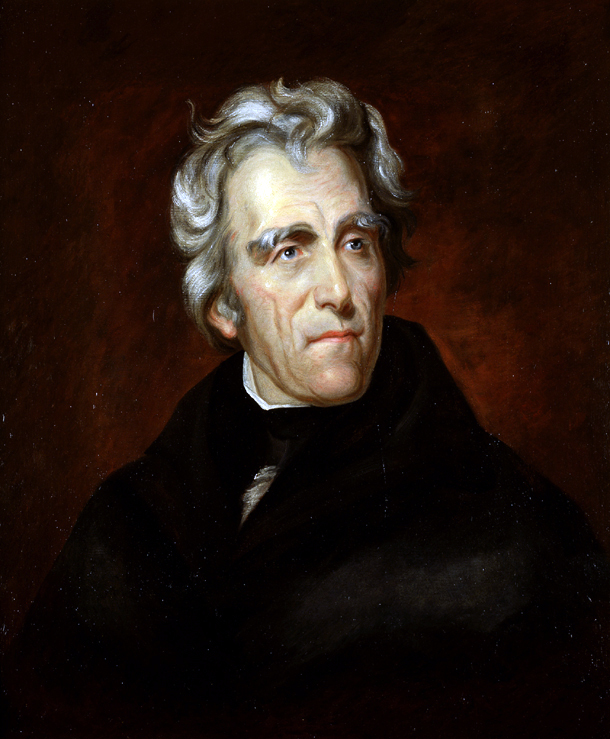
Der überraschend unterlegene Andrew Jackson

- 9. Februar: Da bei der Präsidentschaftswahl im Vorjahr keiner der Kandidaten die absolute Mehrheit an Wahlmännerstimmen auf sich vereinigen konnte, wird die Wahl im Repräsentantenhaus entschieden. Dieses entscheidet sich nicht für den Wahlsieger Andrew Jackson, sondern für den zweitplatzierten John Quincy Adams. Als Adams den viertplatzierten Henry Clay zu seinem Außenminister macht, beschuldigt Jackson die beiden daraufhin der Korruption.
- 12. Februar: Neun Häuptlinge des Indianervolks der Muskogee (Creek) unterschreiben den Vertrag von Indian Springs mit den USA; darin geben sie etwa die Hälfte der Stammesgebiete in Georgia auf. Die Mehrheit der Cherokee unter John Ross lehnt diesen Vertrag ab und betrachtet ihn nicht als bindend. Kurz nach Ratifizierung des Vertrages am 7. März tötete eine Gruppe Muskogee um Menawa den Häuptling William McIntosh, einen der Unterzeichner auf Seiten der Muskogee, wegen eines Verstoßes gegen zuvor erlassene Stammesgesetze und der als Verrat empfundenen Gebietsabtretung. Der Rat der Muskogee protestiert unter Leitung Opothleyaholas erfolgreich gegen den Vertrag. Der Vertrag wird ein Jahr später aufgehoben.
- 4. März: Bei seiner Amtseinführung leistet John Quincy Adams als bisher einziger US-Präsident seinen Amtseid nicht auf die Bibel, sondern auf die Verfassung der Vereinigten Staaten. Er begründet das mit der Trennung von Kirche und Staat. Vizepräsident im Kabinett Adams wird John C. Calhoun.

#### Südamerika
- 19. April: Ihr Anführer Juan Antonio Lavalleja überquert mit seiner Schar der 33 Orientalen den Río Uruguay, um sich im Kampf um Uruguays Unabhängigkeit mit den Patrioten um José Fructuoso Rivera zu vereinen.
- 25. Mai: Peru erhält seine Flagge.
- 6. August: Die Generalversammlung von Alto Perú in Chuquisaca erklärt nach 17 Jahren Befreiungskampf als letzte ehemalige spanische Kolonie die Unabhängigkeit und beschließt die Gründung der Republik Bolivien, benannt nach Simón Bolívar.
- 25. August: Uruguay erklärt seine Unabhängigkeit von Brasilien.
- 15. November: Portugals König Johann VI. erkennt die Unabhängigkeit Brasiliens an.

#### Deutscher Bund
- 15. März: Friedrich Ludwig Jahn, seit Juli 1819 wegen angeblicher revolutionärer Umtriebe ohne Urteil in politischer Haft, wird unter der Auflage freigesprochen, in keiner Universitäts- oder Gymnasialstadt zu wohnen. Im selben Jahr heiratet er seine zweite Frau und zieht mit ihr nach Freyburg an der Unstrut.
- 13. Oktober: Ludwig I. folgt seinem verstorbenen Vater Maximilian I. Joseph als König von Bayern.
- 20. Oktober: König Ludwig I. verfügt, dass sein Staat künftig Bayern und nicht mehr Baiern geschrieben werde.

#### Osmanisches Reich / Griechenland
- 6. Februar: Die Griechischen Bürgerkriege 1823–1825 enden.
- 22. Juni: Bei der Rückeroberung der etwa 10.000 Einwohner umfassenden Stadt Tripoli auf dem Peloponnes durch ägyptische Truppen des Osmanischen Reichs unter Ibrahim Pascha wird die christliche Bevölkerung massakriert und der Ort niedergebrannt. Damit wird ein griechisches Massaker des Jahres 1821 an der türkischen Festungsbesatzung und Zivilisten anlässlich der Griechischen Revolution gerächt.

#### Russland
- 24. Dezember: In Russland übernimmt Nikolaus I. als Nachfolger seines am 1. Dezember überraschend verstorbenen Bruders Alexander I. formell als Zar die Regentschaft.
- 26. Dezember: In Russland verweigern die Dekabristen – Offiziere der russischen Armee – den Eid auf den neuen Zaren, um gegen Autokratie, gegen Leibeigenschaft, Polizeiwillkür und Zensur zu demonstrieren. Die Hauptbeteiligten werden gehängt, einige degradiert und rund 600 nach Sibirien verbannt und zu Zwangsarbeit verurteilt.

#### Asien
- Das Tokugawa-Shogunat in Japan erlässt das Edikt zur Vertreibung fremder Schiffe zur Stärkung der Abschließungspolitik.

### Wirtschaft

#### Wirtschaftskrise in Europa
- In Großbritannien brechen im Zuge einer Finanzkrise zahlreiche Banken zusammen, als sich Investitionen in Ländern in Lateinamerika, die gerade von Spanien unabhängig geworden waren, als unrentabel erweisen. Dies wirkt sich auch auf Banken auf dem europäischen Kontinent aus.

#### Unternehmensgründungen und Interessenverbände
- 30. April: Der Interessenverband Börsenverein der Deutschen Buchhändler wird von sechs Leipziger und 95 auswärtigen Buchhändlern und Verlegern in Leipzig gegründet. In den folgenden Monaten schließen sich weitere Buchhändler an, so dass der Börsenverein am Ende des Jahres bereits 235 Mitglieder zählt. Die Gründung und der Name gehen auf die Buchhändlerbörse zurück, die seit 1792 die Abrechnung der Leipziger Buchmesse zwischen den Buchhändlern und Verlegern aus ganz Deutschland mit ihren verschiedenen Währungen veranstaltet.

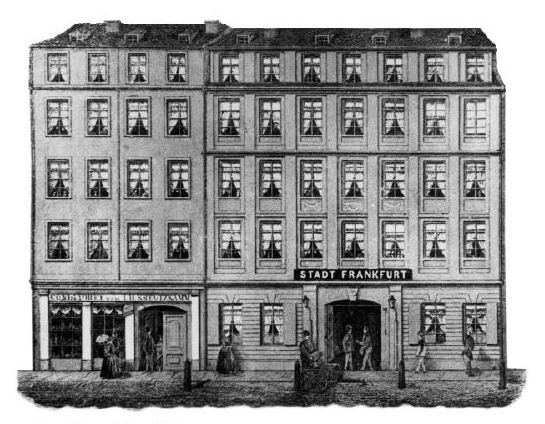
EG links Conditorei Kreutzkamm, Moritzstraße 7

- 17. Oktober: Heinrich Jeremias Kreutzkamm gibt in den Dresdner Anzeigen die Eröffnung der Conditorei Kreutzkamm bekannt.
- In Aachen wird das Unternehmen Aachener und Münchener (Aachener Feuer-Versicherungs-Gesellschaft) von David Hansemann gegründet.
- Der Wiener Zuckerbäckergeselle Johann Georg Kranzler eröffnet in Berlin eine Konditorei, aus der sich das Café Kranzler entwickelt.

### Wissenschaft und Technik

#### Wissenschaftliche Expeditionen

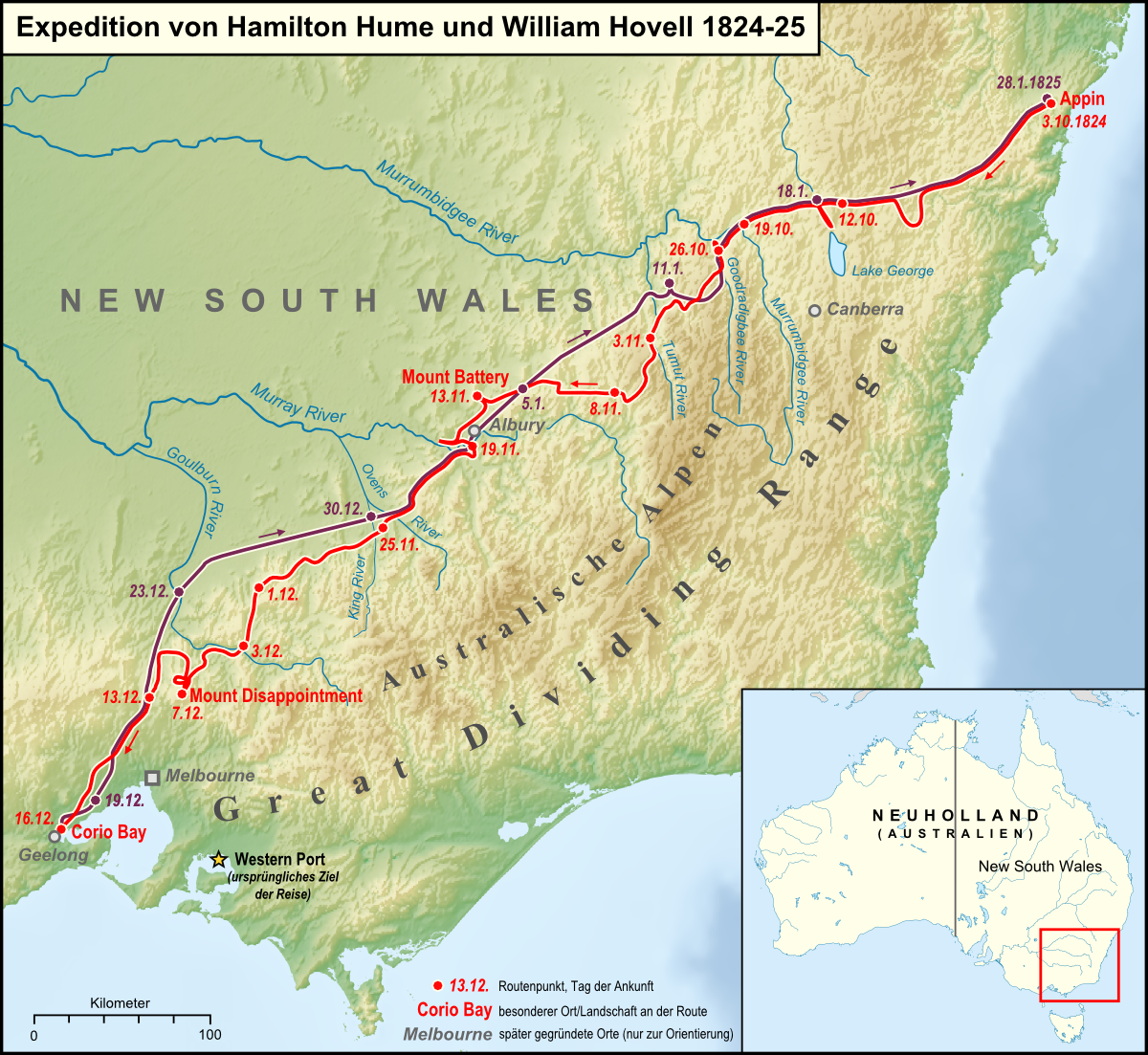
Der Expeditionsverlauf

- 18. Januar: Unter der Führung von Hamilton Hume und William Hovell endet die Expedition von Hume und Hovell durch das östliche Australien.

#### Verkehr
- Februar: Der Bau des Thames Tunnel unter der Themse in London beginnt.
- 20. Mai: Der schlesische Kaufmann Simon Kremser eröffnet in Berlin eine Pferdeomnibuslinie. Er gilt damit als Erfinder des öffentlichen Personennahverkehrs in Berlin.
- 25. Juni: Die erste Einschienenbahn der Welt nach einem Patent von Henry Robinson Palmer wird in Cheshunt, England, in Betrieb genommen.

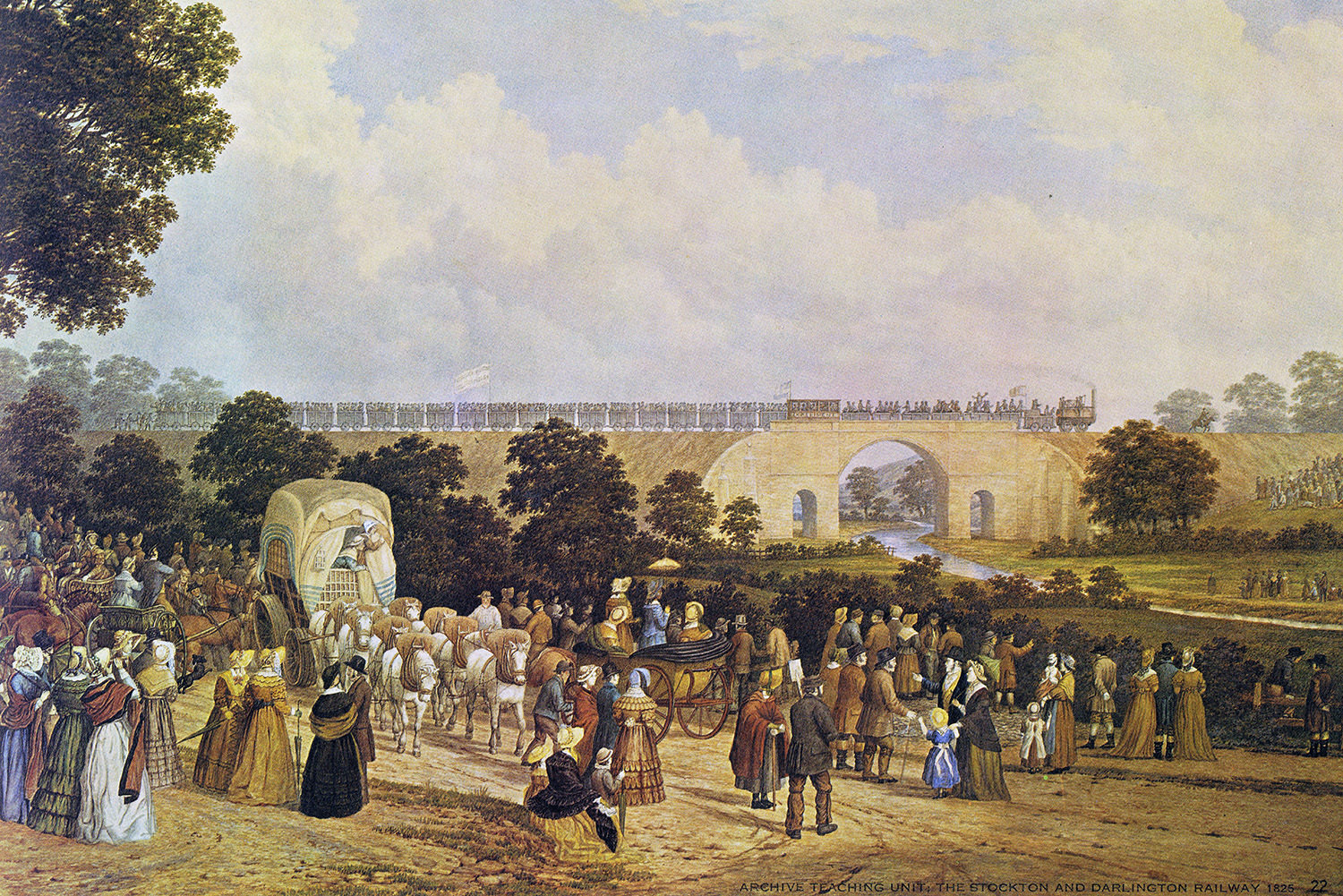
Eröffnung der Stockton and Darlington Railway, Gemälde von John Dobbin

- 27. September: Die erste öffentliche Eisenbahn der Welt zwischen Stockton und Darlington in Großbritannien wird mit der Fahrt von George Stephensons Locomotion Nr. 1 eingeweiht.

#### Sonstige wissenschaftliche Ereignisse
- 11. April: John Herschel entdeckt im Sternbild Jungfrau die als NGC 4416 katalogisierte Galaxie.
- 14. April: Ein am 8. April vor Rügen gestrandeter und getöteter Finnwal wird von den Professoren Friedrich Christian Rosenthal, Christian Friedrich Hornschuch und Karl Schultze zur Erforschung an der Universität Greifswald erworben.
- 7. Oktober: Das Polytechnikum Karlsruhe wird von Großherzog Ludwig von Baden gegründet.
- Dezember: An der Royal Institution wird von John Millington die erste Weihnachtsvorlesung gehalten.
- Louis Braille entwickelt die Brailleschrift für Sehbehinderte und Blinde.

### Kultur

#### Architektur und Bildende Kunst
- 1. Oktober: Unter König Karl XIII. Johann von Norwegen erfolgt die Grundsteinlegung für das neue Königliche Schloss in Oslo.
- Samuel F. B. Morse, Asher Brown Durand, Thomas Cole und andere gründen in New York City die National Academy of Design.

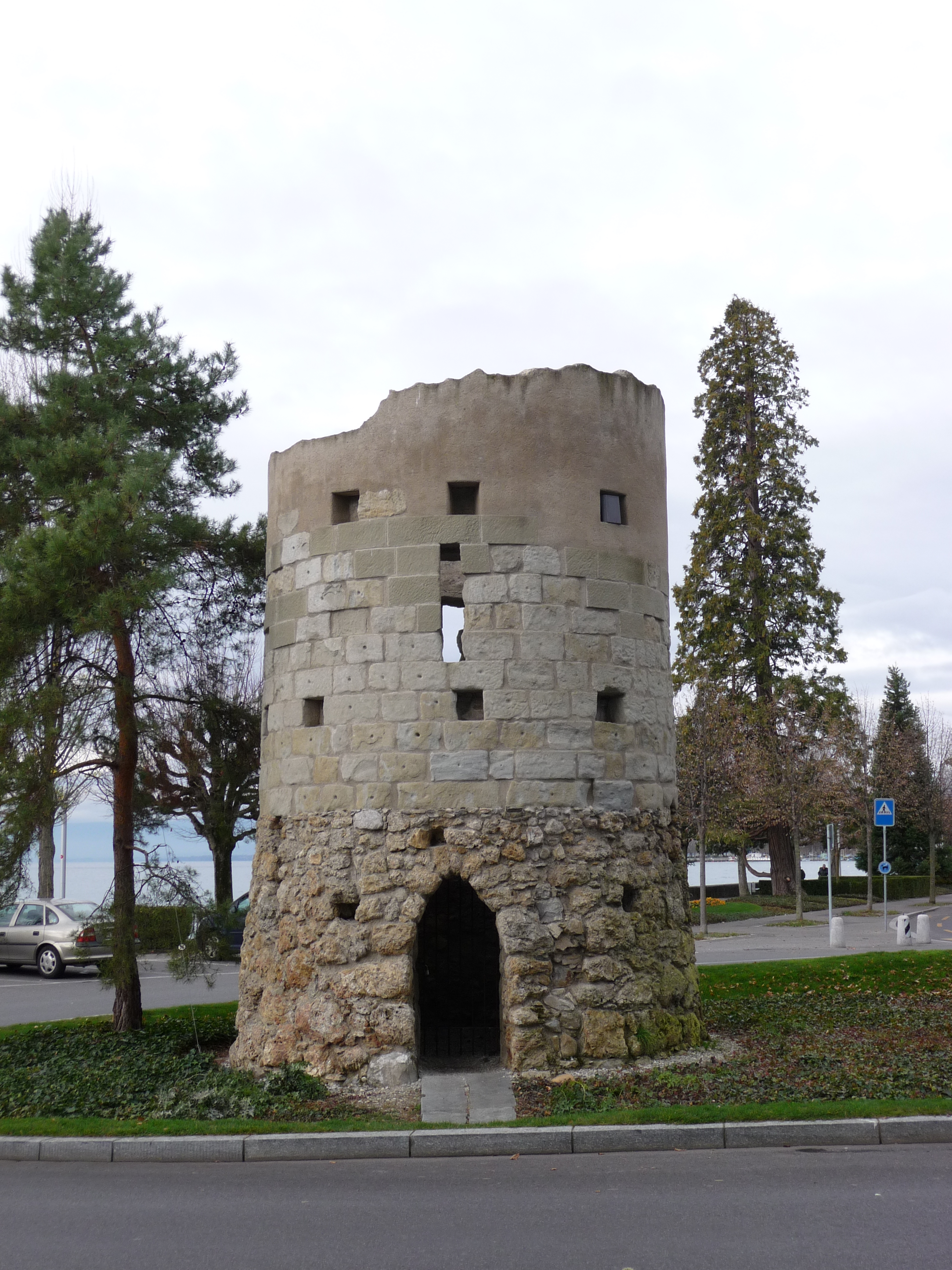
Der Haldimand-Turm

- William Haldimand erbaut im Rahmen eines privaten Architekturwettbewerbs den Haldimand-Turm in Lausanne.
- An Introduction to Linear Drawing, das erste dokumentierte Buch, um Kunst in öffentlichen Schulen Amerikas zu unterrichten, erscheint.

#### Literatur

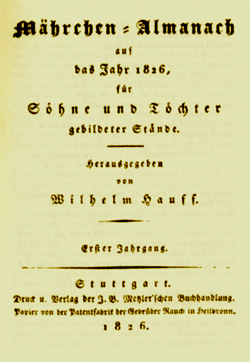
Titelblatt der Erstausgabe

#### Musik und Theater

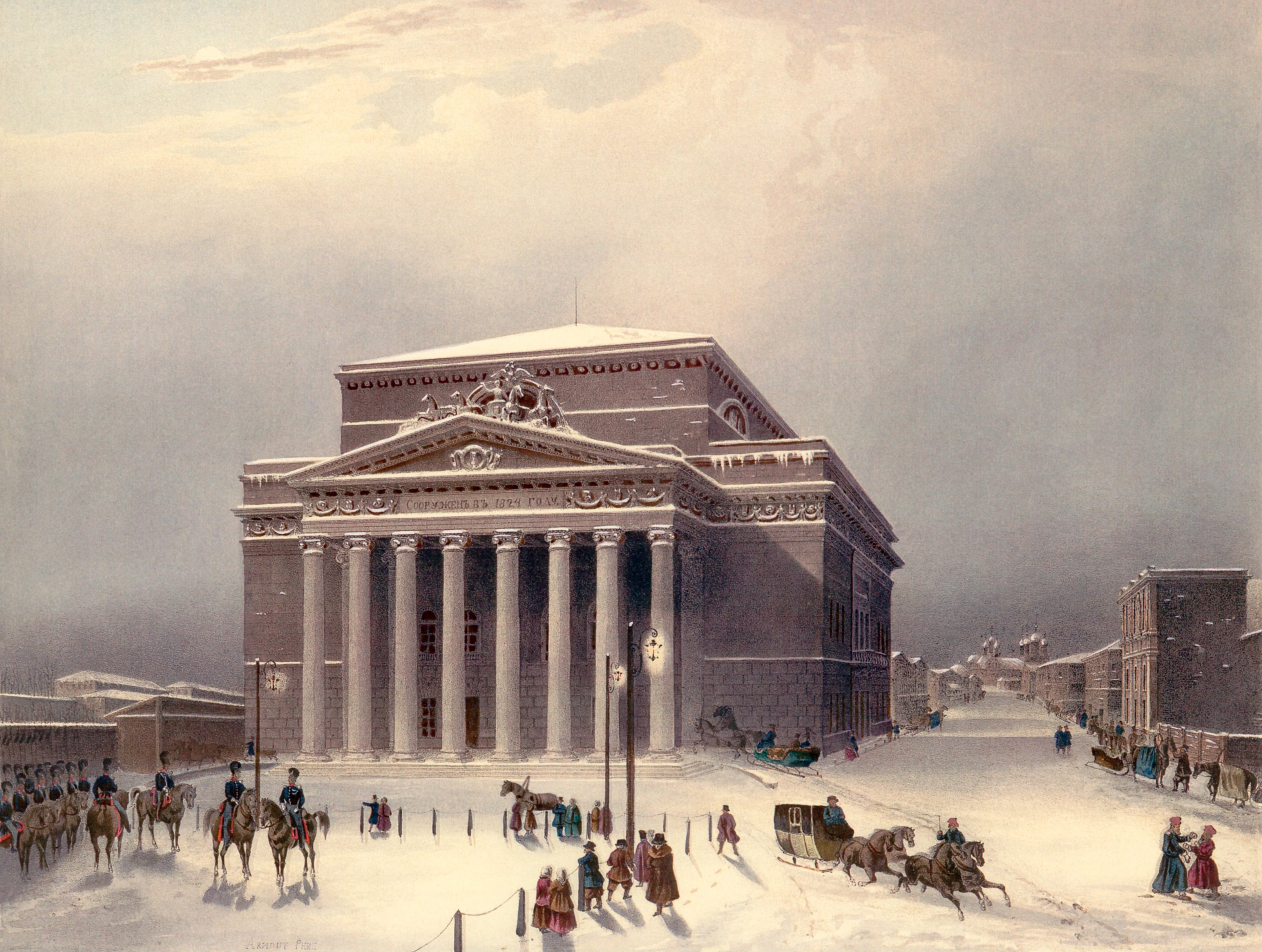
Bovés Bolschoi-Theater

- 18. Januar: Das 1805 abgebrannte Moskauer Petrowski-Theater wird nach der Wiedererrichtung durch den Architekten Joseph Bové mit dem Prolog Der Triumph der Musen zur Musik von Alexei Werstowski und Alexander Aljabjew und Fernando Sors Ballett Cendrillon unter dem Namen Bolschoi-Theater wieder eröffnet.
- 11. Februar: Die Uraufführung der Oper Adelson e Salvini von Vincenzo Bellini findet am Collegio di San Sebastiano in Neapel statt.
- 19. Februar: Nach zweijährigen Problemen mit der Zensur hat das Trauerspiel König Ottokars Glück und Ende von Franz Grillparzer auf Intervention der Kaiserin Karoline Auguste seine Uraufführung am Burgtheater in Wien.
- 22. Februar: Die Oper Der Holzdieb von Heinrich Marschner wird an der Hofoper in Dresden uraufgeführt.
- 3. Mai: Die Oper Le maçon (Maurer und Schlosser) von Daniel-François-Esprit Auber hat ihre Uraufführung an der Opéra-Comique in Paris. Das Libretto stammt von Eugène Scribe und Germain Delavigne.
- 10. Juni: Die Uraufführung der Oper Pharamond von Henri Montan Berton erfolgt an der Opéra-Comique in Paris.

Porträt des jungen Franz Liszt 1824

- 17. Oktober: Franz Liszts einzige Oper Don Sanche ou Le château d’amour nach einer literarischen Vorlage von Jean-Pierre Claris de Florian hat ihre Uraufführung unter der Leitung von Rodolphe Kreutzer an der Pariser Oper. Obwohl das Werk des erst 13-Jährigen mit Begeisterung aufgenommen wird, verschwindet es nach weiteren drei Vorstellungen vom Spielplan und gerät in Vergessenheit.
- 19. November: Die Uraufführung der Oper L’ultimo giorno di Pompei von Giovanni Pacini findet am Teatro San Carlo in Neapel statt.
- 10. Dezember: Die Uraufführung der Oper La dame blanche von François-Adrien Boieldieu auf ein Libretto von Eugène Scribe erfolgt an der Opéra-Comique in Paris.
- Franz Schubert vertont eine Auswahl von sieben Liedern aus Walter Scotts narrativem Gedicht The Lady of the Lake. Das Kunstlied Ellens dritter Gesang wird auch als Schuberts Ave Maria bekannt.

### Religion
- 15. Januar: Papst Leo XII. bittet bei den Bischöfen um Spenden der Gläubigen für den Wiederaufbau der durch einen Brand beschädigten römischen Basilika Sankt Paul vor den Mauern.
- 14. November: In Dublin wird die Prokathedrale der Unbefleckten Empfängnis der Hl. Jungfrau Maria eingeweiht. Der Sakralbau wird erster römisch-katholischer Bischofssitz im Vereinigten Königreich nach der Reformation.
- 12. Dezember: Der Rabbiner Isaak Mannheimer hält die Predigt bei der Grundsteinlegung für den von Joseph Kornhäusel geplanten Stadttempel in Wien.

### Katastrophen

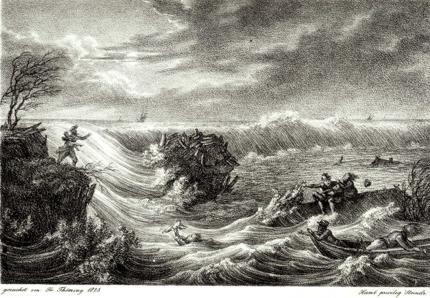
Bruch des Stadtdeichs vor Hamburg während der Februarflut 1825 (Zeichnung von Friedrich Thöming)

- 3. bis 4. Februar: Die Februarflut 1825, auch als Halligflut bezeichnete Sturmflut, verursacht schwere Schäden an der gesamten Nordseeküste und kostet rund 800 Menschen das Leben. Teile Sylts werden ins Meer gerissen, das nördliche Jütland zur Insel.
- 2. März: Die algerische Stadt Blida wird durch ein Erdbeben, das etwa 7.000 Menschenleben kostet, fast völlig zerstört.
- 27. November: Die Novemberflut in Dänemark übertrifft die Februarflut noch an Höhe.

## Geboren

### Januar/Februar
- 02. Januar: Hans von Specht, deutsch-US-amerikanischer Offizier und Farmer, Fuhrmann und Postmeister († 1913)
- 05. Januar: Adolf Achenbach, preußischer Beamter und Berghauptmann († 1903)
- 07. Januar: Julius Hilgard, deutsch-US-amerikanischer Ingenieur († 1891)
- 10. Januar: Peter Zirbes, deutscher Dichter und Sänger († 1901)
- 11. Januar: Bayard Taylor, US-amerikanischer Autor († 1878)
- 12. Januar: Alexander Cameron Hunt, US-amerikanischer Politiker († 1894)
- 15. Januar: Maurice Strakosch, US-amerikanischer Konzertunternehmer und Komponist († 1887)
- 16. Januar: Carl Abraham Pihl, norwegischer Eisenbahnpionier († 1897)
- 18. Januar: Léon Carvalho, französischer Sänger und Operndirektor († 1897)
- 22. Januar: Jakob Hasler, Schweizer Jurist und liberaler Politiker († 1880)
- 23. Januar: Louis Ehlert, deutscher Komponist und Musikkritiker († 1884)
- 25. Januar: George Edward Pickett, Generalmajor der Konföderierten Staaten von Amerika († 1875)
- 27. Januar: Balduin Möllhausen, deutscher Reisender und Schriftsteller († 1905)
- 29. Januar: Henry Goode Blasdel, US-amerikanischer Politiker († 1900)
- 01. Februar: François Auguste Logerot, französischer Militär und Politiker († 1913)
- 01. Februar: James W. Throckmorton, Gouverneur von Texas († 1894)
- 02. Februar: Karl Racké, Bürgermeister der Stadt Mainz († 1898)
- 06. Februar: José Julián Acosta, puerto-ricanischer Journalist († 1891)
- 07. Februar: Karl August Möbius, Zoologe und Ökologe († 1908)
- 08. Februar: Henry Walter Bates, englischer Biologe († 1892)
- 08. Februar: Johann August Roderich von Stintzing, deutscher Jurist und Rechtshistoriker († 1883)
- 17. Februar: Albrecht Weber, deutscher Sanskritist und Historiker († 1901)
- 18. Februar: Mór Jókai, ungarischer Schriftsteller und Journalist († 1904)
- 19. Februar: Giovan Battista Buzzi-Cantone, Schweizer Pädagoge und Herausgeber († 1898)
- 20. Februar: Geoffrey Thomas Phipps Hornby, britischer Admiral († 1895)
- 22. Februar: William Young Sellar, schottischer Altphilologe († 1890)
- 24. Februar: Jules Girard, französischer Literaturwissenschaftler († 1902)
- 26. Februar: Hans Balatka, US-amerikanischer Komponist († 1899)
- 26. Februar: Ludwig Rütimeyer, Schweizer Zoologe, Anatom und Paläontologe († 1895)
- 27. Februar: Ludwig Heinrich Grote, Theologe und Publizist († 1887)
- 27. Februar: Guillaume-Marie-Romain Sourrieu, Erzbischof von Rouen und Kardinal († 1899)
- 28. Februar: Jean-Baptiste Arban, französischer Komponist und Professor († 1889)
- 28. Februar: Berthold Carl Seemann, deutscher Botaniker († 1871)

### März/April
- 02. März: Johannes Zimmermann, deutscher evangelischer Missionar, Sprachforscher und Bibelübersetzer († 1876)
- 03. März: William Evans Arthur, US-amerikanischer Politiker († 1897)
- 04. März: Ludwig Lange, deutscher Altphilologe († 1885)
- 07. März: Ferdinand von Bauer, österreichisch-ukrainischer Kriegsminister († 1893)
- 07. März: François-Ernest Dutilleul, französischer Politiker und Bankier († 1907)
- 08. März: Friedrich Strehlke, deutscher Pädagoge und Literaturwissenschaftler († 1896)
- 10. März: Ernst Albert Naether, Begründer der deutschen Kinderwagenindustrie († 1894)
- 12. März: Alexei Uwarow, russischer Archäologe († 1885)
- 13. März: Emmy von Dincklage, deutsche Romanschriftstellerin († 1891)
- 15. März: Aníbal Pinto Garmendia, chilenischer Präsident († 1884)
- 17. März: Eliza Withington, Fotopionierin und eine der ersten weiblichen Landschaftsfotografinnen († 1877)
- 18. März: Josef Arnold, schweizerischer Politiker († 1891)
- 19. März: Josef Čapek, tschechischer Komponist († 1915)
- 20. März: William Nelson Rector Beall, Brigadegeneral des konföderierten Heeres im Sezessionskrieg († 1883)
- 20. März: Edmund Alexander de Schweinitz, US-amerikanischer evangelischer Theologe, Bischof und Präsident der Herrnhuter Brüdergemeine († 1887)
- 23. März: Theodor Bilharz, deutscher Mediziner und Naturwissenschaftler († 1862)
- 23. März: Franz von Roggenbach, badischer Politiker († 1907)
- 25. März: Alexis L’Hotte, französischer General und Reitmeister († 1904)
- 29. März: Johann Leonhard Raab, deutscher Kupferstecher und Radierer († 1899)
- 30. März: Samuel B. Maxey, US-amerikanischer Politiker und Armeeoffizier († 1895)
- 01. April: Auguste Ferdinande, Erzherzogin von Österreich und Prinzessin der Toskana († 1864)
- 04. April: Heinrich Hasselhorst, deutscher Maler und Zeichner († 1904)
- 07. April: John Gear, US-amerikanischer Politiker († 1900)
- 09. April: Davis Waite, US-amerikanischer Politiker († 1901)
- 10. April: Ludwig Helfenstein, deutscher Jurist, Hochschullehrer, Publizist und Politiker († 1901)
- 11. April: Emanuel Hoffmann, österreichischer Altphilologe († 1900)

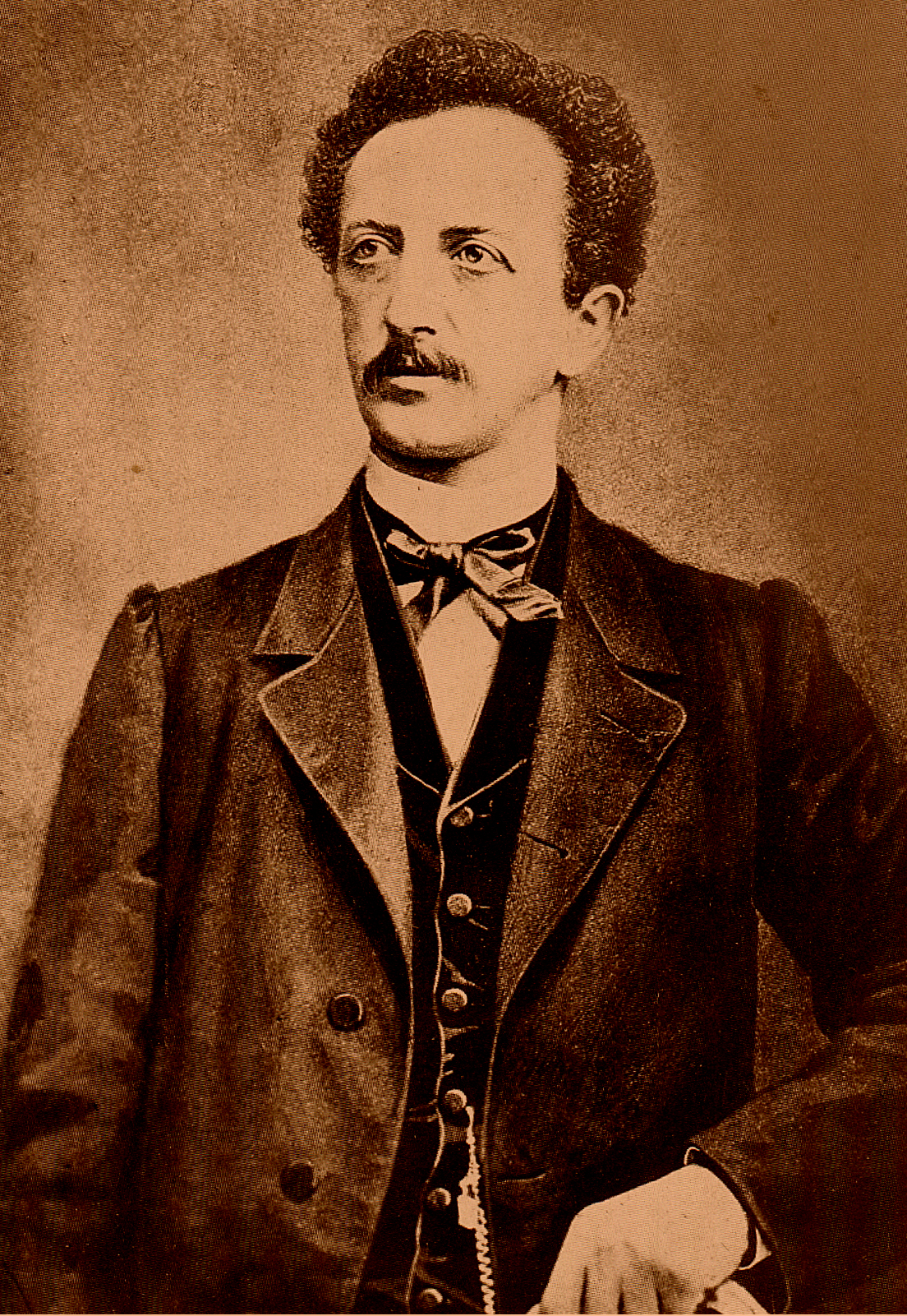
Ferdinand Lassalle

- 11. April: Ferdinand Lassalle, deutscher Politiker und Publizist († 1864)
- 17. April: Johann Fürst, österreichischer Schauspieler und Theaterdirektor († 1882)
- 19. April: Washington C. Whitthorne, US-amerikanischer Politiker († 1891)
- 20. April: Moritz Guggenheimer, deutscher Bankier († 1902)
- 20. April: Ida Seele, deutsche Kindergärtnerin des Fröbelkindergartens († 1901)
- 23. April: Emil Welti, Schweizer Politiker († 1899)
- 25. April: Federico Errázuriz Zañartu, chilenischer Politiker († 1877)
- 30. April: Charles Monselet, französischer Schriftsteller, Journalist, Lyriker und Librettist († 1888)

### Mai/Juni
- 01. Mai: Johann Jakob Balmer, Schweizer Mathematiker und Physiker († 1898)

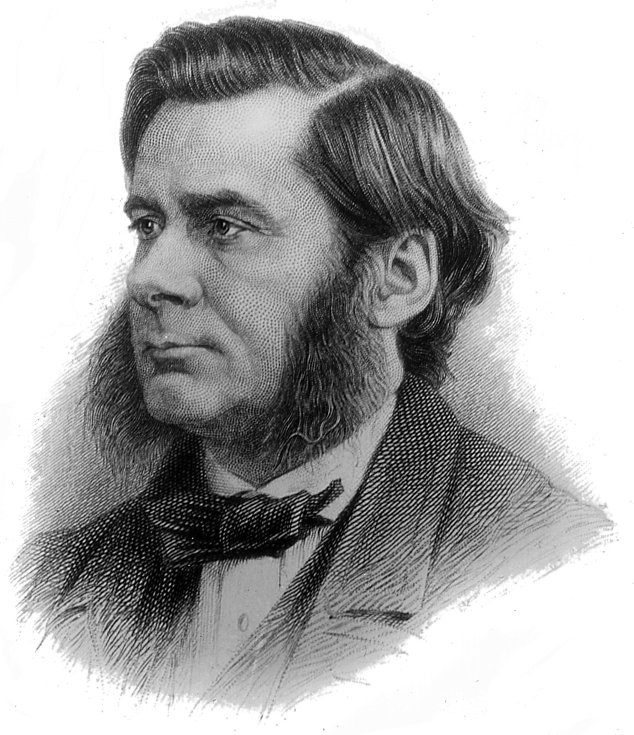
Thomas Henry Huxley, 1874

- 04. Mai: Thomas Henry Huxley, britischer Biologe († 1895)
- 05. Mai: Wilhelm Hertenstein, Schweizer Politiker († 1888)
- 07. Mai: Henry Squires, US-amerikanischer Sänger († 1907)
- 09. Mai: Peregrin Obdržálek, tschechischer katholischer Priester, Autor religiöser Literatur († 1891)
- 10. Mai: Reinhold von Werner, deutscher Vizeadmiral und Militärschriftsteller († 1909)
- 11. Mai: Wilhelm Bogler, deutscher Architekt († 1906)
- 13. Mai: John Lawrence Le Conte, US-amerikanischer Insektenforscher († 1883)
- 17. Mai: Johann Jakob Egli, Schweizer Geograph († 1896)
- 18. Mai: Conrad Geißler, deutscher Orgelbauer († 1897)
- 20. Mai: Antoinette Brown Blackwell, erste ordinierte Pastorin der USA († 1921)
- 20. Mai: Henry Haight, 10. Gouverneur von Kalifornien († 1878)
- 21. Mai: Georg Pfeiffer, deutscher Verwaltungsbeamter († 1900)
- 26. Mai: Felipe Gutiérrez y Espinosa, puerto-ricanischer Komponist († 1899)
- 31. Mai: Domenico Agostini, Kardinal der katholischen Kirche († 1891)
- 04. Juni: John DeWitt Clinton Atkins, US-amerikanischer Politiker († 1908)
- 05. Juni: Felicjan Faleński, polnischer Schriftsteller († 1910)
- 05. Juni: Tadeusz Gorecki, polnischer Porträtmaler († 1868)
- 05. Juni: Louis Schwartzkopff, deutscher Unternehmer († 1892)
- 05. Juni: Georg Rudolf Zimmermann, Schweizer evangelischer Geistlicher und Heimatforscher († 1900)
- 06. Juni: Friedrich Bayer, Gründer der Farbenfabrik Friedrich Bayer, heutige Bayer AG († 1880)
- 06. Juni: Ignaz Vinzenz Zingerle, Südtiroler Schriftsteller († 1892)
- 08. Juni: Emil Eberhard Heinrich von Abel, deutscher Jurist und Politiker († 1917)
- 08. Juni: Charles Chaplin, französischer Maler und Kupferstecher († 1891)
- 10. Juni: Amanz Kaspar Affolter, Schweizer Jurist und Politiker († 1861)
- 10. Juni: Hildegard Luise von Bayern, Ehefrau von Erzherzog Albrecht von Österreich († 1864)
- 10. Juni: Sondre Norheim, Pionier des modernen Skilaufs († 1897)
- 16. Juni: Albert Lang, deutscher Orgelbauer († 1903)
- 26. Juni: George Frankenstein, deutschamerikanischer Maler und Journalist († 1911)
- 27. Juni: Ferdinand von Trauttmansdorff-Weinsberg, österreichischer Diplomat und Politiker († 1896)
- 28. Juni: Benedicta Riepp, Benediktinerin († 1862)

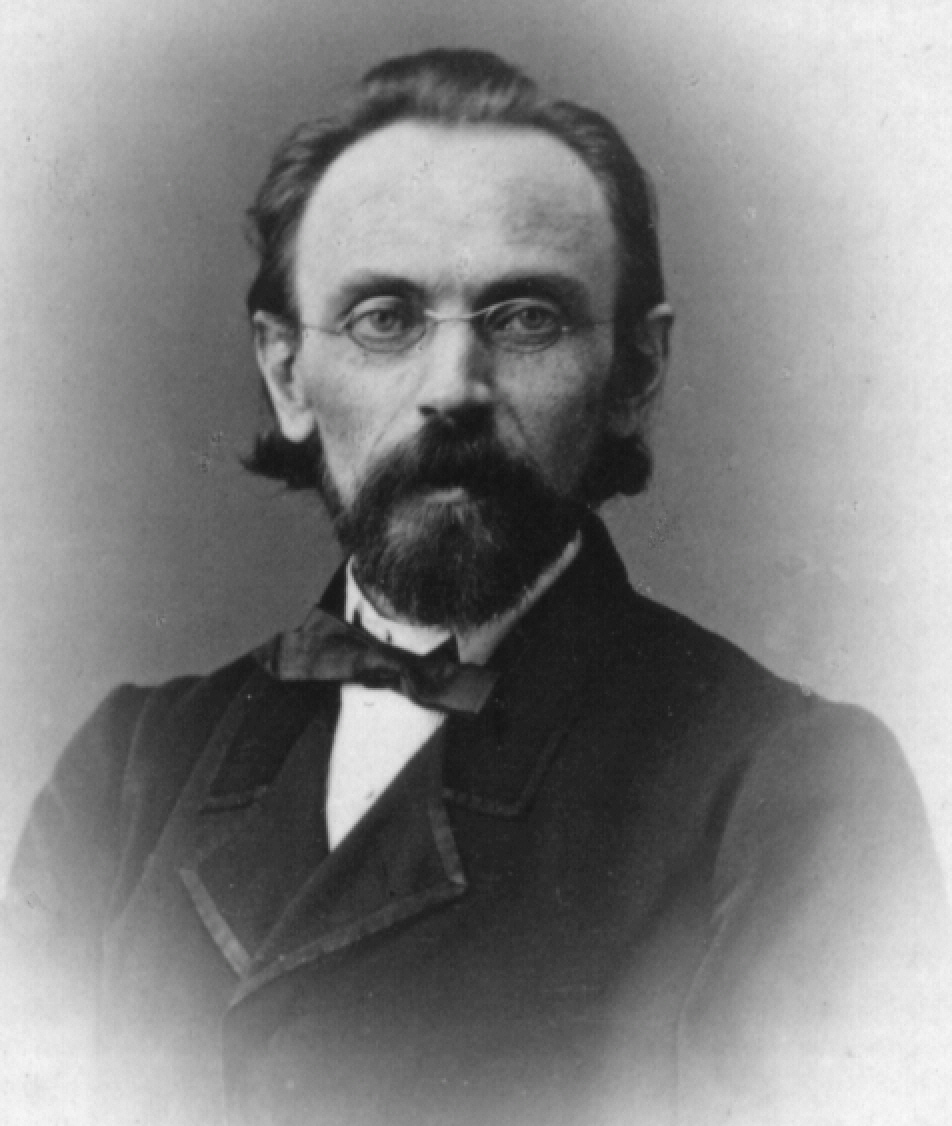
Emil Erlenmeyer

- 28. Juni: Emil Erlenmeyer, deutscher Chemiker († 1909)
- 30. Juni: Hervé, eigentlich Florimond Ronger, französischer Komponist († 1892)

### Juli/August
- 01. Juli: John Adams, Brigadegeneral der Konföderierten Staaten von Amerika († 1864)
- 01. Juli: Franz Weber, österreichischer Orgelbauer († 1914)
- 02. Juli: Émile Ollivier, französischer Politiker und Staatsmann († 1913)
- 04. Juli: Frank Hereford, US-amerikanischer Politiker († 1891)
- 04. Juli: George Adalbert von Mülverstedt, deutscher Archivar und Historiker († 1914)
- 07. Juli: Friedrich Zarncke, deutscher Germanist († 1891)
- 09. Juli: Jules Oppert, deutsch-französischer Philologe und Altorientalist († 1905)
- 09. Juli: Addison Crandall Gibbs, US-amerikanischer Politiker († 1886)
- 13. Juli: Anton Springer, deutscher Kunsthistoriker († 1891)
- 14. Juli: Adolf Cluss, deutsch-US-amerikanischer Architekt († 1905)
- 16. Juli: Ludwig Gabillon, österreichischer Burgschauspieler und Regisseur († 1896)
- 21. Juli: Práxedes Mateo Sagasta, siebenmaliger spanischer Ministerpräsident († 1903)
- 22. Juli: Sophie von Todesco, Salonnière der Wiener Ringstraßenepoche († 1895)
- 31. Juli: August Beer, deutscher Chemiker, Mathematiker und Physiker († 1863)
- 02. August: John Neely Johnson, 4. Gouverneur von Kalifornien († 1872)
- 02. August: Julius Schulhoff, österreichischer Pianist und Komponist († 1898)
- 04. August: Domingo Santa María, chilenischer Politiker und Präsident († 1889)
- 08. August: Jakob Brennwald, Schweizer Unternehmer und Politiker († 1887)
- 11. August: Stephan Türr, ungarischer Patriot († 1908)
- 12. August: Sir Frederick Arthur Gore Ouseley, englischer Musikgelehrter, Organist und Komponist († 1889)
- 15. August: Eugène Dandiran, Schweizer evangelischer Geistlicher und Hochschullehrer († 1912)
- 20. August: Amor De Cosmos, kanadischer Politiker und Journalist († 1897)
- 20. August: August Zinn, deutscher Mediziner und Mitglied des Deutschen Reichstags († 1897)
- 24. August: Ludwig Groß, Arzt, Bürgermeister und Mitglied des deutschen Reichstags († 1894)
- 24. August: Charles Wels, US-amerikanischer Komponist († 1906)
- 25. August: Otto von und zu Aufseß, deutscher Politiker († 1903)
- 28. August: Karl Heinrich Ulrichs, Vorkämpfer der Schwulen-Bewegung († 1895)
- 30. August: Alfred Dundas Taylor, britischer Marinekommandeur († 1898)

### September/Oktober
- 01. September: August Horn, deutscher Komponist († 1893)
- 01. September: Charles Mazeau, französischer Politiker († 1905)
- 03. September: Joshua H. Marvil, US-amerikanischer Politiker († 1895)
- 05. September: Jakob Hofstätter, Schweizer Mediziner und Schriftsteller in Mundart († 1871)
- 09. September: Dieudonné Dagnelies, belgischer Komponist und Dirigent († 1894)
- 09. September: James Camp Tappan, US-amerikanischer Politiker und Brigadegeneral († 1906)
- 10. September: Wilhelm Henneberg, deutscher Tierernährungsphysiologe († 1890)
- 11. September: Eduard Hanslick, österreichischer Musikwissenschaftler und -kritiker († 1904)
- 12. September: Karl Doppler, deutsch-ungarischer Komponist († 1900)
- 12. September: Ainsworth Rand Spofford, Leiter der Library of Congress († 1908)
- 14. September: Georg Michael Pachtler, deutscher Jesuit, Theologe, Priester und Pädagoge († 1889)
- 15. September: Iwakura Tomomi, japanischer Staatsmann († 1883)
- 16. September: Simeon Bavier, Schweizer Politiker und Bundespräsident († 1896)
- 17. September: Hans Konrad Karl Theodor Ackermann, deutscher Pathologe († 1896)
- 17. September: Jakob Albrecht, Schweizer Viehhändler und Politiker († 1876)
- 21. September: Franz Pfanner, österreichischer Ordenspriester. Gründer der Mariannhiller Missionare und Missionsschwestern vom Kostbaren Blut († 1909)
- 25. September: Victor Delannoy, französischer Komponist und Musikpädagoge († 1887)
- 25. September: Joachim Heer, Schweizer Politiker († 1879)
- 25. September: Eduard Horn, ungarischer Nationalökonom und Politiker († 1875)
- 28. September: Tante Hanna, deutsche Volksmissionarin († 1903)
- 28. September: Rafael Núñez, Präsident Kolumbiens († 1894)
- 30. September: Pius Keller, Restaurator des Augustinerordens in Deutschland († 1904)
- 000September: Jean-Baptiste Labelle, kanadischer Organist, Pianist, Komponist und Dirigent († 1898)
- 05. Oktober: Henry Cornelius Burnett, US-amerikanischer Politiker († 1866)
- 05. Oktober: John Xantus de Vesey, ungarischer Zoologe († 1894)
- 10. Oktober: Paul Kruger, südafrikanischer Politiker und Gründer des Kruger-Nationalparks († 1904)
- 11. Oktober: Conrad Ferdinand Meyer, Schweizer Dichter des Realismus († 1898)
- 14. Oktober: Felix Pino von Friedenthal, österreichischer Beamter und Politiker († 1906)
- 15. Oktober: Georg Friedrich Carl Kölling, deutscher Bildhauer († 1872)
- 15. Oktober: Marie Friederike von Preußen, bayrische Königin († 1889)
- 18. Oktober: Claire von Glümer, deutsche Schriftstellerin und Übersetzerin († 1906)
- 20. Oktober: Marshall Jewell, US-amerikanischer Politiker († 1883)
- 22. Oktober: Friedrich von Schmidt, deutscher Architekt († 1891)
- 23. Oktober: Caspar Butz, deutsch-US-amerikanischer Schriftsteller und Politiker († 1885)
- 23. Oktober: Julius Kühn, Begründer des Universitätsstudiums der Agrarwissenschaften († 1910)

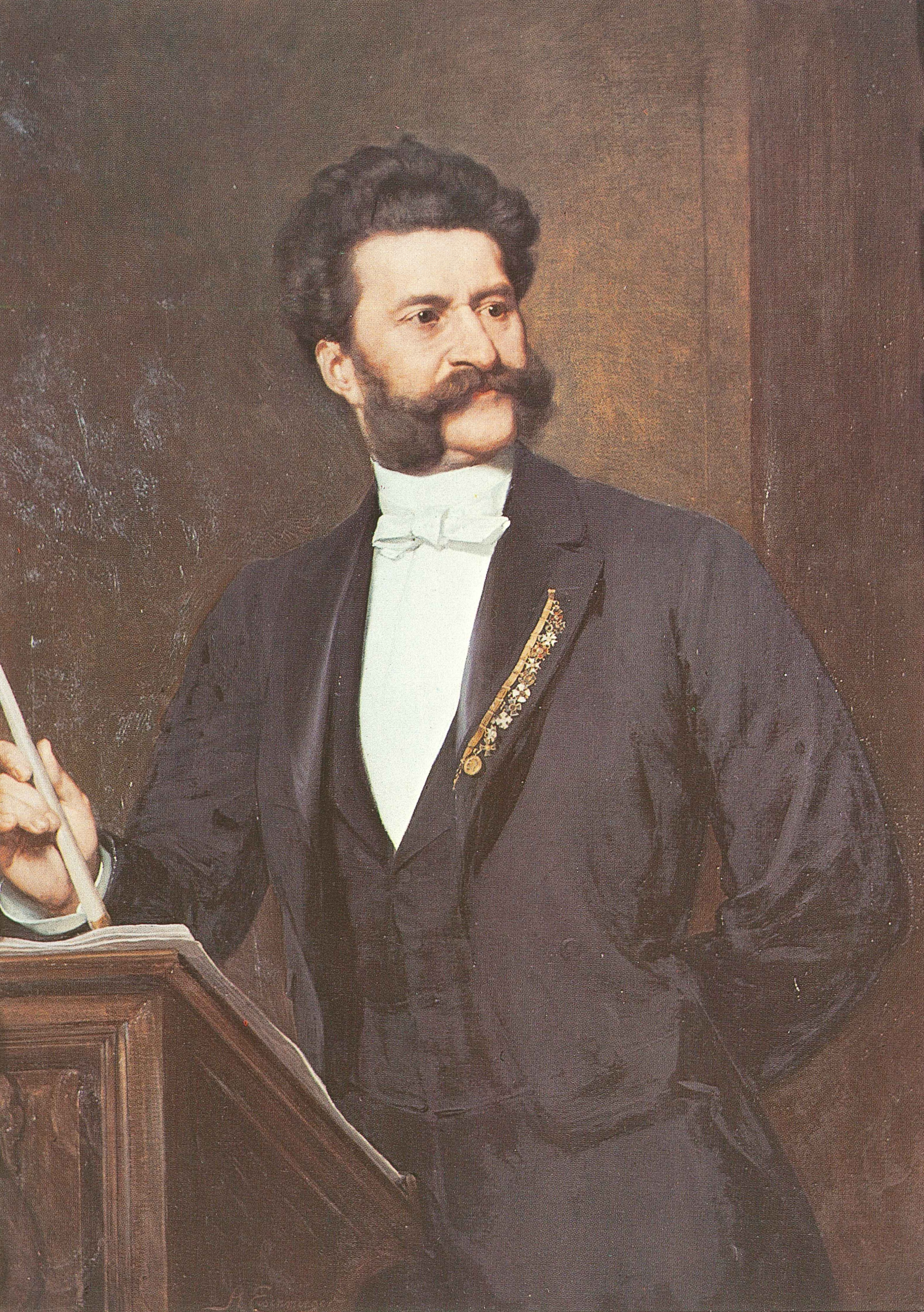
Johann Strauss (Sohn), 1888

- 25. Oktober: Johann Strauss (Sohn), österreichischer Kapellmeister und Komponist († 1899)
- 31. Oktober: Charles Martial Lavigerie, Erzbischof von Algier und Gründer des Ordens der Weißen Väter und der Weißen Schwestern († 1892)

### November/Dezember
- 01. November: Friedrich Haase, deutscher Schauspieler, Regisseur und Theaterdirektor († 1911)
- 06. November: Charles Garnier, französischer Architekt († 1898)
- 07. November: Eginhard von Barfus, deutscher Schriftsteller († 1909)
- 08. November: Ludwig Carl Christian Koch, deutscher Entomologe und Arachnologe († 1908)
- 08. November: Friedrich Ludwig Wilhelm Herbst, deutscher Pädagoge, Philologe, Lexikograf und Historiker († 1882)
- 09. November: Ambrose Powell Hill, US-amerikanischer General (Konföderation) († 1865)
- 10. November: Johann Jakob Scherer, Schweizer Politiker († 1878)
- 12. November: Julia Hauke, Ehefrau von Prinz Alexander von Hessen-Darmstadt († 1895)
- 13. November: Charles Frederick Worth, Modemacher, gilt als Begründer der Haute Couture († 1895)
- 20. November: António de Serpa Pimentel, portugiesischer Politiker († 1900)
- 23. November: Louis Germond der Jüngere, Schweizer evangelischer Geistlicher und Gründer einer höheren Töchterschule († 1884)
- 24. November: John Wolcott Stewart, US-amerikanischer Politiker († 1915)
- 28. November: Heinrich Auer, deutscher Industrieller († 1892)
- 29. November: Jean-Martin Charcot, französischer Neurologe († 1893)
- 29. November: Victor Verrimst, französischer Kontrabassist, Organist und Komponist († 1893)
- 30. November: William Adolphe Bouguereau, französischer Maler († 1905)
- 30. November: Thomas Timothy O’Mahony, irischer Geistlicher und römisch-katholischer Bischof von Armidale († 1892)
- 02. Dezember: Peter II., brasilianischer Kaiser († 1891)
- 04. Dezember: Lise Cristiani, französische Cellistin († 1853)
- 04. Dezember: Franz Heinrich Reusch, deutscher alt-katholischer Kirchenhistoriker († 1900)
- 05. Dezember: E. Marlitt, deutsche Schriftstellerin des Biedermeier († 1887)
- 07. Dezember: Malvina Schnorr von Carolsfeld, portugiesische Opernsängerin († 1904)
- 11. Dezember: Ambroise Verschaffelt, belgischer Gärtner und Buchautor († 1886)
- 18. Dezember: John S. Harris, US-amerikanischer Politiker († 1906)
- 19. Dezember: George Frederick Bristow, US-amerikanischer Komponist († 1898)
- 20. Dezember: Friedrich Grillo, deutscher Industrieller († 1888)
- 24. Dezember: Noël Gaussail, französischer Geistlicher und römisch-katholischer Bischof von Perpignan-Elne († 1899)
- 25. Dezember: Stephen Chadwick, US-amerikanischer Politiker († 1895)
- 25. Dezember: Jakob Imobersteg, Schweizer evangelischer Geistlicher, Heimatforscher und Dialektologe († 1879)
- 26. Dezember: Felix Hoppe-Seyler, deutscher Chemiker und Physiologe († 1895)
- 27. Dezember: Johann Georg Volkart, Schweizer Kaufmann und Unternehmer († 1861)
- 30. Dezember: Newton Booth, US-amerikanischer Politiker († 1892)
- 31. Dezember: Robert Austin, englischer Entdecker und Ingenieur († 1905)
- 31. Dezember: James Hobrecht, deutscher Stadtplaner († 1902)

### Genaues Geburtsdatum unbekannt
- Grigore Arghiropol, rumänischer Politiker († 1892)
- Vicente Barrios, paraguayischer Militär und Politiker († 1868)
- José Joaquín Guarín, kolumbianischer Komponist († 1854)
- Georg Koppitsch, österreich-ungarischer Steinmetzmeister († 1880)
- Pashko Vasa, albanischer Schriftsteller und Politiker († 1892)
- Schir Ali Chan, Emir von Afghanistan († 1879)
- Zekai Dede, türkischer Komponist († 1897)

## Gestorben

### Erstes Quartal
- 04. Januar: Ferdinand IV., König von Neapel, König beider Sizilien (* 1751)
- 05. Januar: Albrecht Wilhelm von Pannwitz, preußischer Landrat (* 1754)
- 05. Januar: Christian Moritz Pauli, deutscher Pädagoge und Sprachwissenschaftler (* 1785)
- 05. Januar: Joseph Benedikt von Thurn-Valsassina, deutscher katholischer Geistlicher (* 1744)
- 08. Januar: Eli Whitney, US-amerikanischer Erfinder und Fabrikant (* 1765)
- 10. Januar: Johann Christian Paulsen, deutscher Forstmann (* 1748)
- 10. Januar: Engelhard Benjamin Schwickert, deutscher Verleger (* 1741)
- 11. Januar: Christian Friedrich Möller, deutscher evangelischer Geistlicher, Schriftsteller und Historiker (* 1763)
- 12. Januar: Rudolf André, deutscher Landwirt und Autor (* 1792)
- 14. Januar: Robert Goodloe Harper, US-amerikanischer Politiker (* 1765)
- 14. Januar: Johann Martin Gehrig, deutscher römisch-katholischer Geistlicher (* 1768)
- 15. Januar: Peter Carl Wilhelm von Hohenthal, deutscher Jurist und sächsischer Minister (* 1754)
- 18. Januar: Johann Peter von Feuerbach, deutscher politischer Beamter (* 1761)
- 19. Januar: Isaac Salomon Anspach, Schweizer evangelischer Geistlicher und Politiker (* 1746)
- 21. Januar: Sophie Wilhelmine Mosewius, deutsche Sängerin (* 1790)
- 26. Januar: Johann Gottfried Bornmann, deutscher evangelischer Geistlicher und Heimatforscher (* 1766)
- 27. Januar: August Ferdinand Ludwig Dörffurt, deutscher Apotheker und Bürgermeister von Wittenberg (* 1767)
- 28. Januar: Johann Ludwig Klohss, deutscher Mediziner (* 1770)
- 31. Januar: Johann Friedrich Neidhart, deutscher Pädagoge und Schulleiter (* 1744)
- 31. Januar: Johann Theodor Reinke, deutscher Ingenieur (* 1749)

- 01. Februar: Meinard Tydeman der Ältere, niederländischer Rechtswissenschaftler und Historiker (* 1741)
- 02. Februar: Feodossi Fjodorowitsch Schtschedrin, russischer Bildhauer und Hochschullehrer (* 1751)
- 03. Februar: Henric Schartau, schwedischer Priester und Prediger (* 1757)
- 04. Februar: Carl Friedrich Wilhelm Berg, deutscher Landwirt (* 1793)
- 04. Februar: Bernhard Friedrich Kuhn, Schweizer Politiker und Jurist (* 1762)
- 04. Februar: Carl Günther von Schwarzburg-Rudolstadt, deutscher Polizeidirektor (* 1771)
- 06. Februar: William Eustis, US-amerikanischer Politiker (* 1753)
- 11. Februar: Friedrich IV., Herzog von Sachsen-Gotha-Altenburg (* 1774)
- 11. Februar: Franz Peter Nick, deutscher katholischer Geistlicher und Hochschullehrer (* 1772)
- 11. Februar: Raiden Tameemon, japanischer Sumōringer der Edo-Zeit (* 1767)
- 12. Februar: Aloys Joseph Adam, deutscher Jurist (* 1763)
- 12. Februar: Friedrich Meisner, deutscher Pädagoge und Naturforscher (* 1765)
- 13. Februar: Ferdinand Kunz, deutscher Hochschullehrer (* 1755)
- 14. Februar: Robert Lindet, französischer Politiker (* 1746)
- 15. Februar: Rutger Jan Schimmelpenninck, niederländischer Diplomat und Staatsmann (* 1761)
- 20. Februar: Franz Xaver Hochbichler, österreichischer römisch-katholischer Geistlicher (* 1733)
- 21. Februar: Johann Erdwin Christoph Ebermaier, deutscher Mediziner und Botaniker (* 1769)
- 21. Februar: Georg Anton Christoph Scheffler, deutscher Pädagoge und Philologe (* 1762)
- 24. Februar: Johann Simon Buchholz, deutscher Orgelbauer (* 1758)
- 24. Februar: Johann Peter Eichhoff, Publizist, Historiker des Rheinlandes und Beamter in französischen Diensten (* 1755)

- 01. März: John Brooks, US-amerikanischer Politiker (* 1752)
- 07. März: Carl Friedrich Reichhelm, deutscher evangelischer Geistlicher (* 1748)
- 10. März: José de Bustamante y Guerra, spanischer Politiker, Seefahrer und Gouverneur von Montevideo (* 1759)
- 10. März: Johann Joseph Kausch, schlesischer Mediziner und Schriftsteller (* 1751)
- 10. März: Carl Brandan Mollweide, Mathematiker und Astronom (* 1774)
- 18. März: Ferdinand von Lüninck, Fürstbischof von Corvey und Bischof von Münster (* 1755)
- 22. März: Johann Jakob Aders, deutscher Politiker, Banker und Sozialreformer (* 1768)
- 29. März: Johannes Amon, deutscher Komponist und Musikverleger (* 1763)
- 29. März: Return Jonathan Meigs junior, US-amerikanischer Politiker (* 1764)
- 30. März: Gabriel de Hédouville, französischer General und Politiker (* 1755)

### Zweites Quartal
- 03. April: Otto von Loeben, deutscher Dichter (* 1786)
- 05. April: Sergei Nikolajewitsch Titow, russischer Komponist (* 1770)
- 07. April: Konrad Tanner, Abt von Kloster Einsiedeln (* 1752)
- 10. April: Casimir Ulrich Boehlendorff, Schriftsteller, Dichter und Historiker (* 1775)
- 13. April: Josef Jelínek, tschechischer Komponist und Pianist (* 1758)
- 13. April: Christoph Casimir Lerche, Generalstabsarzt und Leibarzt des russischen Kaisers Alexander I. (* 1749)
- 16. April: Johann Heinrich Füssli, schweizerisch-ungarischer Maler (* 1741)
- 18. April: Adeodatus Babik, erster Generalabt der Mechitaristen in Wien (* 1738)
- 19. April: Heinrich Ernst von Schönburg-Rochsburg, deutscher Landwirt und Schafzüchter (* 1760)
- 23. April: Maler Müller, deutscher Maler, Kupferstecher und Dichter (* 1749)
- 29. April: José Cienfuegos, spanischer Offizier, Gouverneur von Kuba und Kriegsminister (* 1763)
- 30. April: Christian Genersich, deutscher evangelischer Geistlicher und Heimatkundler (* 1759)
- 30. April: William McIntosh, Häuptling des indianischen Volkes der Muskogee (* 1775)
- 07. Mai: Antonio Salieri, italienischer Komponist, Kapellmeister und Musikpädagoge (* 1750)
- 10. Mai: Johann Gabriel von Chasteler, österreichischer General (* 1763)
- 15. Mai: Johann Gottfried Kneschke, deutscher Pädagoge (* 1766)
- 15. Mai: Ernst Julius Walch, deutscher evangelischer Geistlicher und Pädagoge (* 1751)
- 19. Mai: Henri de Saint-Simon, Offizier im Amerikanischen Befreiungskrieg (* 1760)
- 20. Mai: Panagiotis Kefalas, griechischer General und Freiheitskämpfer (* 1785)
- 21. Mai: Stepan Dawydow, russischer Komponist (* 1777)
- 31. Mai: Robert Burton, US-amerikanischer Politiker (* 1747)
- 31. Mai: George Chalmers, englischer politischer Schriftsteller (* 1742)
- 02. Juni: Karl Wilhelm Salice-Contessa, schlesischer Dichter der Romantik (* 1777)
- 04. Juni: John Adam, britischer interimistischer Generalgouverneur (* 1779)
- 05. Juni: Odysseas Androutsos, griechischer Befreiungskämpfer (* 1788)
- 05. Juni: Ferdinand von Bubna und Littitz, österreichischer Feldmarschallleutnant (* 1768)
- 07. Juni: Karl Gottlob Hausius, deutscher evangelischer Geistlicher und Schriftsteller (* 1754)
- 08. Juni: Benedict Christian Vogel, deutscher Mediziner, Botaniker und Hochschullehrer (* 1745)
- 09. Juni: Pauline Bonaparte, Lieblingsschwester von Napoléon Bonaparte (* 1780)
- 11. Juni: Daniel D. Tompkins, US-amerikanischer Politiker (* 1774)
- 11. Juni: Peter Villaume, deutscher Theologe und Pädagoge (* 1746)
- 12. Juni: Arnold Mallinckrodt, deutscher Schriftsteller, Verleger und Publizist im preußischen Westfalen (* 1768)
- 13. Juni: Johann Peter Melchior, Bildhauer (* 1747)
- 14. Juni: Pierre L’Enfant, französischer Künstler und Wissenschaftler (* 1754)
- 14. Juni: Johann Christian Wagner, deutscher Jurist (* 1747)
- 17. Juni: Joseph Barbaczy, österreichischer Generalmajor (* um 1750)
- 17. Juni: Helias Meder, reformierter Theologe (* 1761)
- 21. Juni: Johann Friedrich Facius, deutscher Pädagoge und Altphilologe (* 1750)
- 22. Juni: Johann Karl Burckhardt, deutscher Astronom (* 1773)
- 25. Juni: Friedrich Carl Christian Ulrich von Ahlefeldt, deutscher Leutnant und General (* 1742)
- 30. Juni: Friedrich Wilhelm Hemprich, deutscher Naturforscher und Zoologe (* 1796)

### Drittes Quartal
- 06. Juli: Frederik von Haxthausen, dänischer Offizier und erster norwegischer Staatschef (* 1750)
- 10. Juli: Ludwig Fischer, deutscher Opernsänger (Bass) (* 1745)
- 10. Juli: Andreas Joseph Schnaubert, deutscher Rechtswissenschaftler (* 1750)
- 19. Juli: Ludwig Wilhelm Zimmermann, deutscher Chemiker, Mineraloge und Hochschullehrer (* 1780)
- 26. Juli: Heinrich Christoph Jussow, deutscher Architekt und Gartengestalter (* 1754)
- 27. Juli: Jakob Ludwig Salomon Bartholdy, preußischer Diplomat (* 1779)
- 04. August: Frederick Bates, US-amerikanischer Politiker (* 1777)
- 11. August: Franz Egon von Fürstenberg, Fürstbischof von Paderborn und Hildesheim (* 1737)
- 16. August: Charles Cotesworth Pinckney, US-amerikanischer Politiker (* 1746)
- 17. August: Raynor Taylor, englischer Komponist (* 1747)
- 19. August: Juan Martín Díez, spanischer Widerstandskämpfer und Guerillaführer (* 1775)
- 30. August: Heinrich XV. Reuß zu Greiz, österreichischer Feldmarschall (* 1751)
- 02. September: Gottfried Tauber, deutscher Instrumentenhändler und Optiker (* 1766)
- 11. September: Christian Jakob Salice-Contessa, schlesischer Kommunalpolitiker und Schriftsteller (* 1767)
- 15. September: Manuel Abad y Queipo, spanischer Kirchenrechtler (* 1751)
- 16. September: Franciszek Karpiński, polnischer Dichter und Dramatiker (* 1741)
- 26. September: José Bernardo de Tagle Portocarrero, von 1823 bis 1824 Präsident Perus (* 1779)
- 28. September: Barbara Krafft, österreichische Malerin (* 1764)
- 29. September: Daniel Shays, US-amerikanischer Farmer, Offizier und Aufständischer (* vermutlich 1741)

### Viertes Quartal

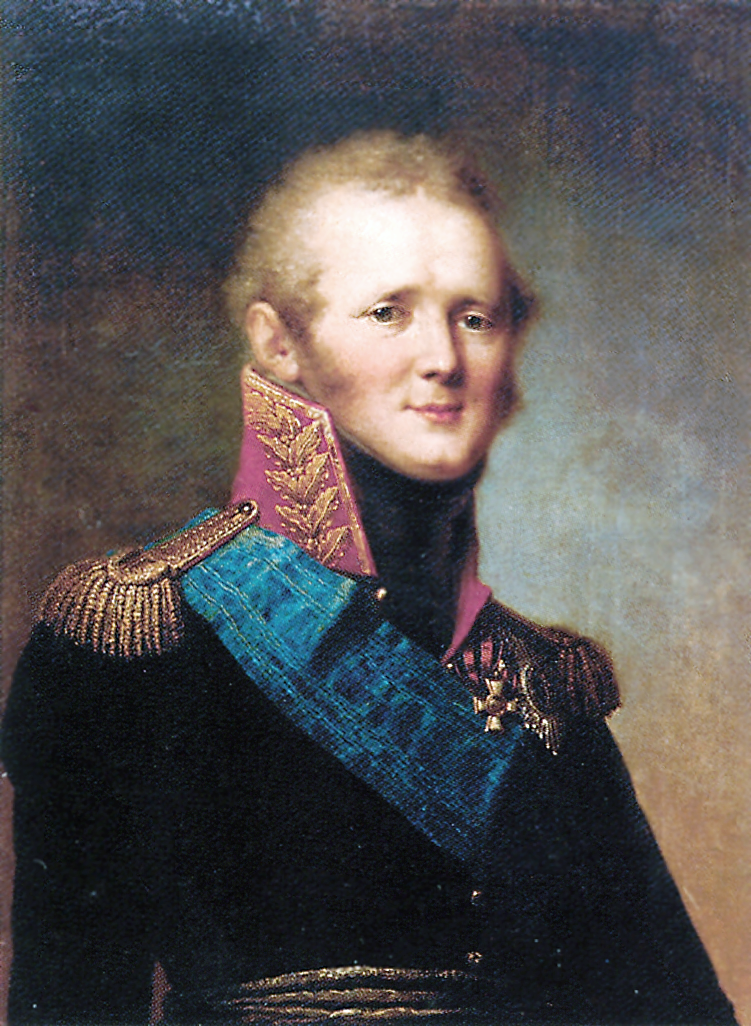
Kaiser Alexander I. von Russland

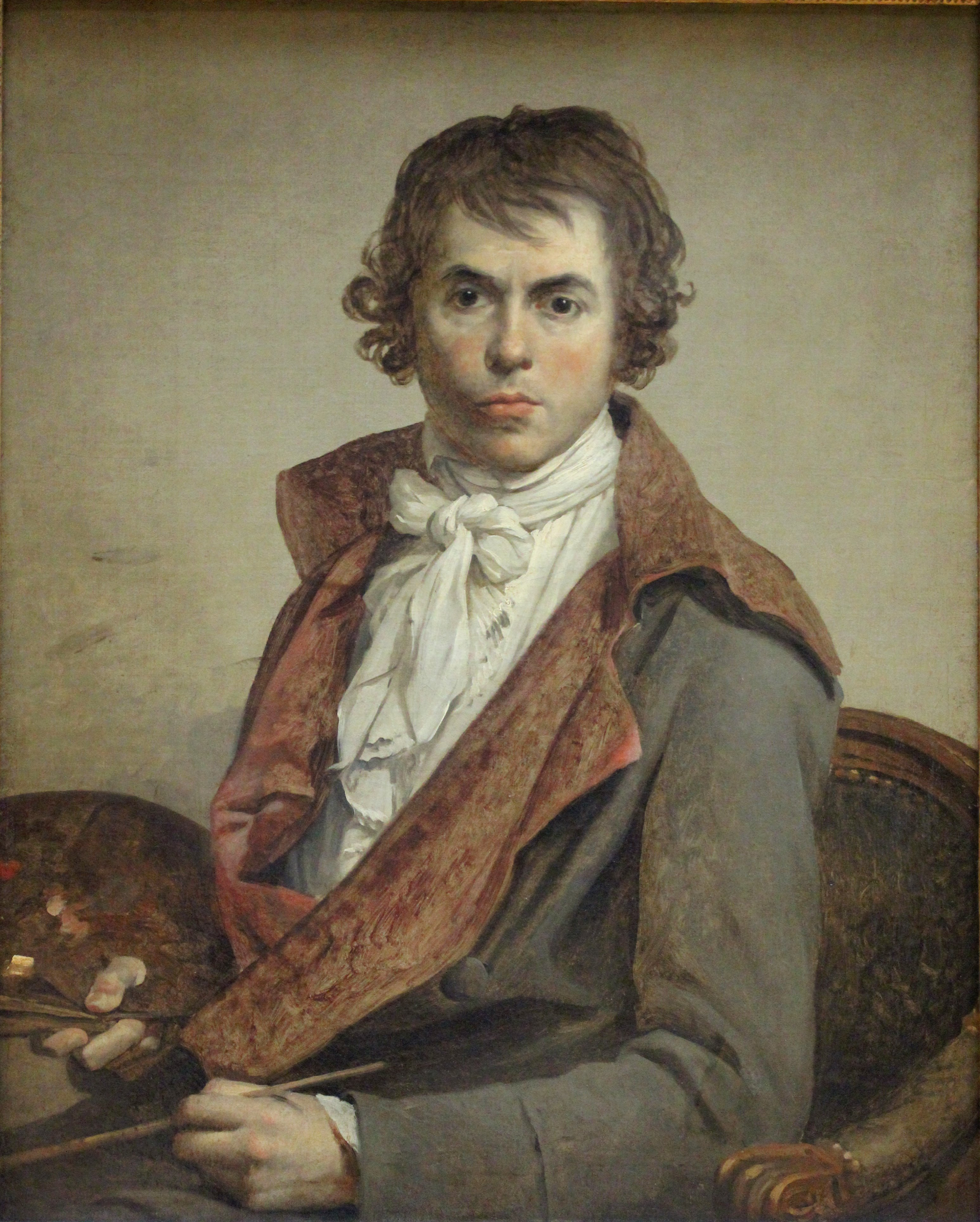
Selbstporträt, Jacques-Louis David, 1794

- 06. Oktober: Bernard Germain Lacépède, französischer Naturforscher (* 1756)
- 07. Oktober: Johann Baptist Moralt, deutscher Musiker und Komponist (* 1777)
- 08. Oktober: Mathias Martin, deutscher Orgelbauer (* 1765)
- 09. Oktober: Marie-Geneviève Bouliar, französische Malerin des Klassizismus (* 1762)
- 10. Oktober: Dmytro Bortnjanskyj, ukrainischer Komponist (* 1751)
- 11. Oktober: Julius Georg Paul du Roi, deutscher Jurist und Direktor der braunschweigischen Armenanstalt (* 1754)
- 12. Oktober: Franz Joseph Müller von Reichenstein, Naturwissenschaftler (* 1740 oder 1742)
- 13. Oktober: Maximilian I., bayrischer König (* 1756)
- 17. Oktober: Peter von Winter, deutscher Komponist und Kapellmeister
- 21. Oktober: Friedrich Theodor von Schubert, deutscher Astronom (* 1758)
- 28. Oktober: Karl Ambros Glutz-Rüchti, Schweizer katholischer Geistlicher (* 1748)
- 08. November: Friedrich Julius von Kniestedt, deutscher Jurist und Gutsbesitzer (* 1765)
- 09. November: Friedrich Hellwig, deutscher Sänger, Schauspieler und Regisseur (* 1782)
- 12. November: Carl Leberecht Meßow, deutscher evangelischer Geistlicher (* 1759)
- 14. November: Jean Paul, deutscher Schriftsteller (* 1763)
- 17. November: Walter Leake, US-amerikanischer Politiker (* 1762)
- 17. November: Johann Gottfried Steinhäuser, Physiker, Mathematiker, Montanist und Jurist (* 1768)
- 19. November: Jan Václav Voříšek, böhmischer Komponist (* 1791)
- 24. November: Karl Friedrich Hensler, österreichischer Theaterdirektor (* 1759)
- 28. November: Maximilien Foy, französischer General und Staatsmann (* 1775)
- 29. November: Georg Friedrich Karl Günther, deutscher Pädagoge (* 1787)
- 29. November: William Hull, US-amerikanischer Politiker und Offizier (* 1753)
- 01. Dezember: Alexander I., russischer Zar (* 1777)
- 05. Dezember: Antoine-Alexandre Barbier, französischer Bibliothekar (* 1765)
- 26. Dezember: Friedrich Johann Christoph Cleemann, deutscher evangelischer Geistlicher und Privatgelehrter (* 1771)
- 27. Dezember: Michail Andrejewitsch Miloradowitsch, russischer General (* 1771)
- 28. Dezember: James Wilkinson, US-amerikanischer General, Gouverneur von Louisiana (* 1757)
- 29. Dezember: Jacques-Louis David, französischer Maler (* 1748)
- 30. Dezember: Wilhelm Rehbein, deutscher Arzt (* 1776)

### Genaues Todesdatum unbekannt
- David-Henri de Meuron, Kaufmann, Bankier und Fabrikant (* 1742)